# Sportverein Babelsberg 1903 1997-1998
Questa voce raccoglie le informazioni riguardanti lo Sportverein Babelsberg 1903 nelle competizioni ufficiali della stagione 1997-1998.

## Stagione
Nella stagione 1997-1998 il Babelsberg, allenato da Wolfgang Metzler e Karsten Heine, concluse il campionato di Regionalliga nordest al 14º posto.

## Rosa
| N. |                     | Ruolo | Calciatore        |
| -- | ------------------- | ----- | ----------------- |
| 4  | Germania (bandiera) | D     | Marcus Petsch     |
|    | Germania (bandiera) | P     | Karsten Galkowski |
|    | Germania (bandiera) | P     | Stephan Gollasch  |
|    | Germania (bandiera) | P     | Mathias Hanauer   |
|    | Germania (bandiera) | P     | Sven Weigang      |
|    | Germania (bandiera) | D     | Heiko Bengs       |
|    | Germania (bandiera) | D     | Jörg Buder        |
|    | Germania (bandiera) | D     | Sven Christians   |
|    | Germania (bandiera) | D     | Pit Grundmann     |
|    | Germania (bandiera) | D     | Waldemar Ksienzyk |
|    | Germania (bandiera) | D     | Mathias Morack    |
|    | Germania (bandiera) | D     | Tom Persich       |
|    | Russia (bandiera)   | C     | Hermann Andreev   |
|    | Germania (bandiera) | C     | Mike Bessert      |
|    | Germania (bandiera) | C     | Dietmar Drabow    |

| N. |                     | Ruolo | Calciatore              |
| -- | ------------------- | ----- | ----------------------- |
|    | Germania (bandiera) | C     | Jens Henschel           |
|    | Germania (bandiera) | C     | Peter Isaacs            |
|    | Germania (bandiera) | C     | Mark Jonekeit           |
|    | Germania (bandiera) | C     | Daniel Knuth            |
|    | Croazia (bandiera)  | C     | Robert Kovačić          |
|    | Germania (bandiera) | C     | Marcus Meinecke         |
|    | Germania (bandiera) | C     | Stefan Oesker           |
|    | Germania (bandiera) | C     | Jörg Schwanke           |
|    | Germania (bandiera) | C     | Michael Steiner         |
|    | Germania (bandiera) | A     | Andreas Fricke          |
|    | Germania (bandiera) | A     | Christian Gerstenberger |
|    | Germania (bandiera) | A     | Klaus Hering            |
|    | Germania (bandiera) | A     | Hendryk Lau             |
|    | Germania (bandiera) | A     | Nico Patschinski        |

## Organigramma societario
Area tecnica
- Allenatore: Karsten Heine
- Allenatore in seconda:
- Preparatore dei portieri:
- Preparatori atletici:
- Analisi video:

## Calciomercato

### Sessione estiva
| Acquisti | Acquisti          | Acquisti               | Acquisti |
| R.       | Nome              | da                     | Modalità |
| -------- | ----------------- | ---------------------- | -------- |
| C        | Jörg Schwanke     | LR Ahlen               |          |
| D        | Waldemar Ksienzyk | Waldhof Mannheim       |          |
| A        | Hendryk Lau       | Herzlake               |          |
| C        | Matthias Ringel   | Energie Cottbus        |          |
| C        | Michael Steiner   | Reinickendorfer Füchse |          |

| Cessioni | Cessioni      | Cessioni   | Cessioni |
| R.       | Nome          | a          | Modalità |
| -------- | ------------- | ---------- | -------- |
| D        | Oleg Volotyok | FK Krivbas |          |

### Sessione invernale
| Acquisti | Acquisti         | Acquisti      | Acquisti |
| R.       | Nome             | da            | Modalità |
| -------- | ---------------- | ------------- | -------- |
| A        | Nico Patschinski | Union Berlino |          |
| D        | Tom Persich      | Union Berlino |          |

| Cessioni | Cessioni | Cessioni | Cessioni |
| R.       | Nome     | a        | Modalità |
| -------- | -------- | -------- | -------- |

## Risultati

### Regionalliga

#### Girone di andata
| Potsdam 27 luglio 1997, ore 14:00 CEST 1ª giornata | Babelsberg | 0 – 0 referto | Lok Stendal | Stadio Karl Liebknecht (3 300 spett.)\| Arbitro: \| Sturm \| |
| Arbitro:                                           | Sturm      |               |             |                                                              |

| Arbitro: | Hübner |

|                 |           |  |
| Patschinski 21’ | Marcatori |  |

| Arbitro: | Binkowski |

|                |           |          |
| Christians 34’ | Marcatori | 71’ Kiel |

| Arbitro: | Haack |

|                               |           |  |
| Lünsmann 40’ Golovan 65’, 81’ | Marcatori |  |

| Arbitro: | Schößler |

|  |           |                          |
|  | Marcatori | 64’ Schmidt 84’ Etmanski |

| Arbitro: | Schößling |

|                    |           |  |
| Tews 25’ Knäbe 89’ | Marcatori |  |

| Arbitro: | Junghof |

|                        |           |  |
| Jonekeit 43’ Knuth 57’ | Marcatori |  |

| Arbitro: | Müller |

|                                              |           |  |
| Akrapović 11’ (rig.) Isa 13’ Aračić 65’, 81’ | Marcatori |  |

| Arbitro: | Blumenstein |

|             |           |                                        |
| Bessert 83’ | Marcatori | 2’ Thielemann 54’, 65’ Skela 74’ Sadlo |

| Arbitro: | Pleßke |

|  |           |              |
|  | Marcatori | 75’ Jonekeit |

| Arbitro: | Weber |

|         |           |  |
| Lau 83’ | Marcatori |  |

| Arbitro: | Schößling |

|                          |           |           |
| Kuhlow 35’ Cornelius 70’ | Marcatori | 12’ Knuth |

| Arbitro: | Reck |

|                  |           |                                   |
| Knuth 35’ (rig.) | Marcatori | 13’ Terjek 46’ Gütschow 73’ Milde |

| Arbitro: | Ströhl |

|                         |           |           |
| Wagner 77’ Schwöbel 82’ | Marcatori | 9’ Isaacs |

| Arbitro: | Scheibel |

|  |           |         |
|  | Marcatori | 63’ Lau |

| Arbitro: | Augar |

|                    |           |                         |
| Kovačić 65’ (rig.) | Marcatori | 5’ Schmidt 45’ Krasselt |

| Arbitro: | Richter |

|            |           |         |
| Hähnge 64’ | Marcatori | 87’ Lau |

#### Girone di ritorno
| Arbitro: | Kruse |

|                                |           |                    |
| Topor 25’ Wiedemann 45’ (rig.) | Marcatori | 17’ (rig.) Kovačić |

| Potsdam 24 gennaio 1998, ore 14:00 CET 19ª giornata | Babelsberg | 0 – 0 referto | Union Berlino | Stadio Karl Liebknecht (3 000 spett.)\| Arbitro: \| Junghof \| |
| Arbitro:                                            | Junghof    |               |               |                                                                |

| Arbitro: | Zschoke |

|  |           |         |
|  | Marcatori | 70’ Lau |

| Arbitro: | Keßler |

|           |           |  |
| Buder 65’ | Marcatori |  |

| Arbitro: | Reck |

|                                     |           |  |
| Kretschmer 9’ (rig.) Manai 40’, 64’ | Marcatori |  |

| Arbitro: | Bley |

|                    |           |            |
| Kovačić 75’ (rig.) | Marcatori | 60’ Sugzda |

| Arbitro: | Ströhl |

|             |           |            |
| Dittmer 38’ | Marcatori | 58’ Oesker |

| Arbitro: | Pleßke |

|        |           |                                  |
| Lau 8’ | Marcatori | 7’ Kovacec 78’ Tredup 89’ Aračić |

| Arbitro: | Weber |

|                                   |           |                     |
| Sadlo 41’ Zweigler 59’ Stojku 90’ | Marcatori | 45’ Steiner 72’ Lau |

| Arbitro: | Koop |

|             |           |                       |
| Persich 38’ | Marcatori | 59’ Weiß 85’ Spranger |

| Arbitro: | Schößler |

|                   |           |                             |
| Wojtal 63’ (rig.) | Marcatori | 31’ Patschinski 79’ Kovačić |

| Arbitro: | Scheibel |

|                     |           |  |
| Buder 4’ Oesker 27’ | Marcatori |  |

| Arbitro: | Kruse |

|               |           |                |
| Schönfeld 24’ | Marcatori | 4’ Patschinski |

| Arbitro: | Bley |

|                           |           |            |
| Knuth 79’ Patschinski 90’ | Marcatori | 44’ Wagner |

| Arbitro: | Sather |

|         |           |                       |
| Lau 69’ | Marcatori | 29’ Jarling 63’ Jopek |

| Arbitro: | Heynemann |

|           |           |         |
| Kunze 79’ | Marcatori | 72’ Lau |

| Arbitro: | Reck |

|                                 |           |                           |
| Oesker 26’ Henschel 49’ Lau 60’ | Marcatori | 36’ Hähnge 85’ Zarczynski |

## Statistiche

### Statistiche di squadra
| Competizione         | Punti | In casa | In casa | In casa | In casa | In casa | In casa | In trasferta | In trasferta | In trasferta | In trasferta | In trasferta | In trasferta | Totale | Totale | Totale | Totale | Totale | Totale | DR  |
| Competizione         | Punti | G       | V       | N       | P       | Gf      | Gs      | G            | V            | N            | P            | Gf           | Gs           | G      | V      | N      | P      | Gf     | Gs     | DR  |
| -------------------- | ----- | ------- | ------- | ------- | ------- | ------- | ------- | ------------ | ------------ | ------------ | ------------ | ------------ | ------------ | ------ | ------ | ------ | ------ | ------ | ------ | --- |
| Regionalliga nordest | 38    | 17      | 6       | 4       | 7       | 19      | 23      | 17           | 4            | 4            | 9            | 14           | 27           | 34     | 10     | 8      | 16     | 33     | 50     | -17 |
| Totale               | 38    | 17      | 6       | 4       | 7       | 19      | 23      | 17           | 4            | 4            | 9            | 14           | 27           | 34     | 10     | 8      | 16     | 33     | 50     | -17 |

### Andamento in campionato
| Giornata  | 1  | 2  | 3  | 4  | 5  | 6  | 7  | 8  | 9  | 10 | 11 | 12 | 13 | 14 | 15 | 16 | 17 | 18 | 19 | 20 | 21 | 22 | 23 | 24 | 25 | 26 | 27 | 28 | 29 | 30 | 31 | 32 | 33 | 34 |
| --------- | -- | -- | -- | -- | -- | -- | -- | -- | -- | -- | -- | -- | -- | -- | -- | -- | -- | -- | -- | -- | -- | -- | -- | -- | -- | -- | -- | -- | -- | -- | -- | -- | -- | -- |
| Luogo     | C  | T  | C  | T  | C  | T  | C  | T  | C  | T  | C  | T  | C  | T  | T  | C  | T  | T  | C  | T  | C  | T  | C  | T  | C  | T  | C  | T  | C  | T  | C  | C  | T  | C  |
| Risultato | N  | P  | N  | P  | P  | P  | V  | P  | P  | V  | V  | P  | P  | P  | V  | P  | N  | P  | N  | V  | V  | P  | N  | N  | P  | P  | P  | V  | V  | N  | V  | P  | N  | V  |
| Posizione | 10 | 15 | 14 | 15 | 16 | 17 | 15 | 17 | 18 | 15 | 13 | 16 | 16 | 17 | 15 | 16 | 16 | 16 | 16 | 16 | 12 | 13 | 14 | 14 | 15 | 15 | 15 | 14 | 14 | 14 | 14 | 14 | 14 | 14 |

Legenda:

Luogo: C = Casa; T = Trasferta. Risultato: V = Vittoria; N = Pareggio; P = Sconfitta.

### Statistiche dei giocatori
| H. Andreev       | 4  | 0 | 0  | 0 |
| H. Bengs         | 32 | 0 | 7  | 2 |
| M. Bessert       | 9  | 1 | 0  | 0 |
| J. Buder         | 24 | 2 | 5  | 0 |
| S. Christians    | 8  | 1 | 2  | 0 |
| D. Drabow        | 26 | 0 | 4  | 0 |
| A. Fricke        | 3  | 0 | 0  | 0 |
| K. Galkowski     | 19 | 0 | 0  | 0 |
| C. Gerstenberger | 5  | 0 | 2  | 0 |
| S. Gollasch      | 9  | 0 | 0  | 0 |
| P. Grundmann     | 6  | 0 | 0  | 0 |
| M. Hanauer       | 3  | 0 | 0  | 0 |
| J. Henschel      | 19 | 1 | 1  | 0 |
| K. Hering        | 6  | 0 | 2  | 0 |
| P. Isaacs        | 6  | 1 | 1  | 1 |
| M. Jonekeit      | 23 | 2 | 8  | 0 |
| D. Knuth         | 27 | 4 | 2  | 0 |
| R. Kovačić       | 21 | 4 | 6  | 1 |
| W. Ksienzyk      | 18 | 0 | 3  | 0 |
| H. Lau           | 34 | 9 | 1  | 1 |
| M. Meinecke      | 23 | 0 | 10 | 0 |
| M. Morack        | 8  | 0 | 1  | 0 |
| S. Oesker        | 28 | 3 | 3  | 0 |
| N. Patschinski   | 13 | 3 | 5  | 0 |
| T. Persich       | 12 | 1 | 4  | 0 |
| M. Petsch        | 33 | 0 | 6  | 1 |
| M. Ringel        | 1  | 0 | 0  | 0 |
| J. Schwanke      | 9  | 0 | 4  | 0 |
| M. Steiner       | 30 | 1 | 7  | 0 |
| S. Weigang       | 5  | 0 | 0  | 1 |